# Видни живац
Видни или оптички живац или очни нерв (лат. nervus opticus) је други кранијални нерв, а граде га аксони нервних ћелија које се налазе у ганглионарном слоју мрежњаче ока.
Живац полази од задњег дела очне јабучице, тачније од тзв. колута или папиле оптичког живца (лат. discus nervi optici) на мрежњачи, и затим се пробија кроз судовњачу и беоњачу и улази у очну дупљу. Након тога, живац се простире вијугаво уназад кроз масно ткиво очне дупље и у пределу њеног врха улази у коштани оптички канал (лат. canalis opticus). Пре уласка у канал, у састав нерва улази средишња артерија мрежњаче, а заједно са њим у канал улази и офталмична артерија.
После проласка кроз оптички канал, живац улази у средњу лобањску јаму и пружа се уназад и унутра до оптичке раскрснице (лат. chiasma opticum). На том месту се укрштају поједина влакна десног и левог нерва.
На свом путу кроз очну дупљу и канал живац поседује спољашњи омотач, кога граде продужеци тврде мождане опне, и унутрашњи омотач, кога изграђују паучинаста и судовна мождана опна. Између омотача се налазе тзв. међувагинални простори.